# Шаталовка (Липецкая область)
Шата́ловка — упразднённая деревня Александровского сельсовета Краснинкого района Липецкой области. Исключена из учётных данных в 1987 году.

## История
По документам известна со второй половины XVII века. В списке населённых мест 1862 году упоминается как деревня владельческая с 96 жителями.
За годы своего существования имела также название Нау́мщина. Оба топонима связаны с елецким служилым человеком Наумом Шаталовым.
В конце XIX века была куплена А. Н. Хвостовым.
В 1987 году Шаталовка перестала быть населённым пунктом. Сохранились усадебный дом XIX века в стиле эклетики и сад Хвостова, который охраняется как дендрологический памятник природы.